# Cdk10
La quinasa dependiente de ciclina 10 es una enzima que en los humanos es codificada por el gen CDK10.

## Función
La proteína codificada por este gen pertenece a la familia de pertenece a la familia de las quinasas dependientes de ciclinas (Cdk) y la subfamilia de serina/treonina proteína kinasa. Estas moléculas son altamente similares a los productos génicos de S. cerevisiae cdc28, y S. pombe cdc2, conocidos como importantes reguladores del ciclo celular. Se ha demostrado que estas quinasas juegan un papel en la proliferación celular. Esta función está limitada a la fase G/M del ciclo celular. Se han reportado al menos tres variantes de corte y empalme alternativo transcripción que codifica a diferentes isoformas de la proteína, dos de los cuales contienen múltiples sitios de iniciación de traducción no AUG.

## Interacciones
La proteína Cdk10 ha demostrado ser capaz de interaccionar con ETS2.